# Simplastrea
Genre
Simplastrea est un genre de coraux durs de la famille des Oculinidae (selon ITIS) ou de la famille des Euphylliidae (selon WoRMS).

## Liste d'espèces
Selon World Register of Marine Species (2 mars 2019) :
- Simplastrea vesicularis Umbgrove, 1939

## Publication originale
(en) Jan Umbgrove, « Madreporaria from the Bay of Batavia », Zoologische Mededelingen, Leyde, vol. 22,‎ 1939, p. 1–64 (lire en ligne, consulté le 2 mars 2019). 